# Roy Seawright
Roy Seawright (Los Angeles, 19 novembre 1905 – Torrance, 30 aprile 1991) è stato un effettista statunitense.

## Biografia
Il padre di Seawright è stato il capo architetto degli Hal Roach Studios presso Culver City e morì nel 1919 in un incidente durante la costruzione del complesso. Roy iniziò a lavorare come fattorino per Hal Roach nel 1920. Successivamente lavorò come direttore del casting, nell'amministrazione e infine come responsabile degli studi di animazione degli Hal Roach Studios. Le animazioni di Seawright appaiono in molti dei cortometraggi d'animazione degli Hal Roach Studios. Nel film del 1934 Nel paese delle meraviglie, Seawright gira la sequenza a passo uno dei soldati giocattolo che marciano verso Bobilandia. Accreditato come capo del Dipartimento di processo nel 1937, alcuni dei suoi lavori più famosi sono visibili in Viaggio nell'impossibile e Un milione di anni fa dove le sue riprese dei dinosauri sono stati riutilizzati più volte in film minori.
È stato candidato tre volte per l'Oscar ai migliori effetti speciali; nel 1940 per il suo lavoro nel film Viaggio nell'impossibile, nel 1941 per il suo lavoro nel film Un milione di anni fa e nel 1942 per il suo lavoro nel film Una bionda in paradiso.
Durante la seconda guerra mondiale viene arruolato come Maggiore nella First Motion Picture Unit della United States Army Air Forces dove creò effetti speciali per molti film di addestramento e per La bella di Memphis. Al ritorno dall'esercito, lascia Hal Roach e inizia a lavorare Eagle-Lion Films nella creazione degli effetti speciali per La montagna rossa e per Il porto di New York.
Successivamente entra in società con l'ex scrittore di cartoni animati della Warner Brothers, Dave Monahan, come direttore della fotografia.

## Filmografia
- Scegliete una stella (Pick a Star), regia di Edward Sedgwick (1937)
- The McGuerins from Brooklyn, regia di Kurt Neumann (1942)
- Violenza (The Gangster), regia di Gordon Wiles (1947)
- Il porto di New York (Port of New York), regia di László Benedek (1949)